# كاناميسين A
كاناميسين A (بالإنجليزية: Kanamycin A)‏، غالبا ما يشار إليها باسم كاناميسين (kanamycin)، هو مضاد حيوي يستخدم لعلاج الالتهابات البكتيرية الحادة والسل. وهو ليس الخيار الأول للعلاج. يتم استخدامه عن طريق إعطاء بالفم ، الحقن في الوريد أو الحقن في العضلات. ينصح باستخدام الكانامايسين للاستخدام على المدى القصير فقط، وعادة من 7 إلى 10 أيام. كما هو الحال مع جميع المضادات الحيوية، فإنه غير فعال في العدوى الفيروسيَّة.